# Giselle Soubiran
Giselle Soubiran -de soltera Bonvalot- (París, 15 de septiembre de 1916 - Beaumont-sur-Oise 31 de agosto de 2012), fue una fisioterapeuta francesa. Participó, junto a Julián de Ajuriaguerra, en la creación de la profesión de psicomotricista .

## Biografía
Su padre era artista y su madre directora de escuela. Se casó con André Soubiran, médico y escritor. Estudió psicología en la Sorbona. Obtuvo su diploma en terapia de masaje, luego en masajista terapéutica (1949). Trabajó en el Instituto Édouard Claparède de Neuilly.
En el departamento de orientación infantil del hospital Henri Rousselle, entonces dirigido por Julian de Ajuriaguerra, desrrolló ejercicios psicomotores. Llegó a dirigir ese departamento, trabajando en particular sobre los trastornos del tono y comenzando a definir los diferentes tipos psicomotores de los pacientes. Desarrolló su propio método al que llamó “ relajación psicosomática ", para adultos  y para niños  que permite establecer una indicación precisa para la rehabilitación psicomotora y un plan de atención y tratamiento individual o grupal.
Fue consultora en el Instituto Médico-Educativo La Mayotte de Montlignon, en la Escuela de Roches de Verneuil-sur-Avre y en la Escuela de Dirección Cours Fidès, que se convertiría en el Centro Étienne-Marcel, y creó el servicio de psicomotricidad y relajación en el Instituto Claparède. En la sección de mujeres de la prisión de La Roquette, imparte psicoterapia de relajación y propone actividades de expresión corporal , especialmente para personas que sufren depresión. Finalmente, abrió una consultoría privada en París.
En 1957, Julian de Ajuriaguerra y Giselle Soubiran propusieron un entrenamiento psicomotor no estructurado a los médicos en formación del hospital Henri-Rousselle y juntos publicaron un artículo en la revista La Psychiatrie de l'enfant titulado " Indicaciones y técnicas de rehabilitación psicomotora en psiquiatría infantil ».
En 1960, Giselle Soubiran ingresó en la Sociedad Francesa de Medicina Psicosomática. En 1965 publicó con Paul Mazo La rehabilitación escolar de los niños inteligentes mediante la rehabilitación psicomotora .
En 1967, creó centros privados de entrenamiento psicomotor en París, Niza y Burdeos, el Instituto Superior de Rehabilitación Psicomotora y Relajación Psicosomática (ISRP), del que fue directora general al tiempo que enseñaba su método de relajación. Siguió organizando eventos y reuniones científicas, en particular las Jornadas Internacionales de Psicomotricidad y Relajación en febrero de 1971 . En 1974 participó también en el desarrollo de los programas para la obtención del diploma estatal en psicorrehabilitación.
En 1985, la profesión de psicorreeducador tomó el nombre de terapeuta psicomotor, y la terapia psicomotora, reconocida por un diploma estatal, pasó a formar parte de las profesiones paramédicas.
Fue coautora de una obra con Jean-Claude Coste (alias Jean-Claude Jitrois) en 1975 titulada Psicomotricidad y relajación psicosomática .

## Distinciones
- Oficial de la Orden Nacional del Mérito (2012)

## Publicaciones
- con Ajuriaguerra J. de, Garcia Badaracco J., Trillat E.(1956) « Traitement de la crampe des écrivains par la relaxation. Le processus de guérison à partir de l’expérience tonique », Encéphale, 45, n° 2, pp 141-171 Paris, Doin
- con Ajuriaguerra J. de (1959) « Indications et techniques de rééducation psychomotrice en psychiatrie infantile », La Psychiatrie de l’Enfant, vol. 2, fasc.2, p. 423-494, Paris, PUF
- (1962) « Formes d’inadaptation scolaire susceptibles de bénéficier de la rééducation psychomotrice », Revue de Neuropsychiatrie infantile, 10, n° 1-2, p. 38-45, Paris, ESF
- con Jolivet B. (1967) « La rééducation psychomotrice et ses techniciens », Revue pratique de psychologie de la vie sociale et d’hygiène mentale, 1, p. 3-35, Paris, La Croix marine
- (1985) « Sur la mémoire en Psychomotricité et Relaxation psychosomatique », La Psychomotricité, vol. 9, 4, p. 147-149, Paris, Masson
- (1986) « Falando do corpo e sobre o corpo », Do Corpo e Da Linguagem, 4 (12), p. 85-86, Rio de Janeiro, Icobé
- (1986) « Educação e Psicomotricidade », IV Enapsim Natal, p. 25-26
- (1988) « Relaxation psychosomatique : adjuvant et relais thérapeutique dans la fonction tonico-émotionnelle », in IFERT, HISSARD M.J. (Sous la dir.) Les relaxations thérapeutiques aujourd’hui, p. 72-79, Paris, L’Harmattan
- (1988) « Sobre a memória em psicomotricidade e relaxaçäo psicosomática », in HERMANT G., O corpo e sua memória, Tradução : Maria José PerilloIsaac e Maria Salete Bento Cicarone (membros do GEFIT), Capitulo I, p. 13, São Paulo, Editora Manole Ltda
- (1988) « Abbordagem dos problemas sexuais pela relaxaçäo », in Hermant G., O corpo e sua memória, Tradução : Maria José Perillo Isaac e Maria SaleteBento Cicarone (membros do GEFIT), Capitulo II, p. 323, São Paulo, Editora Manole Ltda
- (1988) « Cerebro y movimiento », Psicomotricidad (Revista de estudios yexperiencias del CITAP, Madrid), 30, p. 45-50
- (1991): « Autour des termes : somatopsychique, somatothérapie », Somatothérapies, p. 23
- (1991) « Environnement et rythmes. Carences, suppléances et adaptation. Réponses en psychomotricité et relaxation », Évolutions psychomotrices, 12, p. 11-12
- (1991) « Bilan graphomoteur et perspectives thérapeutiques » (Interview de J.P. Badefort), Évolutions psychomotrices, 14, p. 44-48
- (1991) « Pourquoi peut-on dire de la psychomotricité qu’elle constitue une psychothérapie à médiation corporelle ? », Entretiens de Psychomotricité, p. 148-153, Paris, ESF
- (1992) « À propos de la relation tonico-émotionnelle et des niveaux de communication », Évolutions Psychomotrices, Plantilla:N°, p. 2
- (1992) « L’examen graphomoteur, le traitement des crampes fonctionnelles et des troubles graphomoteurs », Entretiens de Psychomotricité, p. 107-117, Paris, ESF
- (1993) « Sur la dépression d’hier et d’aujourd’hui », Entretiens de psychomotricité, p. 67-68, Paris, ESF
- con Boscaini F. (1993) « Il rilassamento psicomotorio nel bambino secondo G.B. Soubiran », Ricerche e Studi in Psicologia del Corpo e in Psicomotricità, anno I, 3, p. 11-14
- (1994) « Troubles des apprentissages et cognition », Évolutions psychomotrices, 23, p. 3
- (1999) « La memoria corporea in Psicomotricità e Rilassamento », Ricerche e Studi in Psicologia del Corpo e in Psicomotricità, anno VII, 2, p. 22-24
- (2004) « Madame Giselle Soubiran. Prises de notes de l’interview du 20 janvier 2002. Entretien avec Julie Galopin et Élise Guyton », Thérapie Psychomotrice et Recherches, n° Hors-série Spécial 40 ans, « Filiations, transmissions et héritages en psychomotricité », sous la direction de M. Tordjman et coordonné par J. Boutinaud, p. 18-23
- (2012) « Attualità della Psicomotricità in Pedagogia e in Terapia », Ricerche e Studi in Psicologia del Corpo e in Psicomotricità, anno XX, 3, p. 31-34

## Libros
- Soubiran, Giselle; Mazo, Paul (1965). <La réadaptation scolaire des enfants intelligents par la rééducation psychomotrice> (en francés). Paris: Doin.
- Soubiran, Giselle; Coste, Jean-Claude (1975). <Psychomotricité et relaxation psychosomatique> (en francés). Paris: Doin.
- Soubiran, Giselle; Mazo, Paul (1980). <La Reeducación psicomotriz y los problemas escolares>. Barcelone: Médico y técnica.
- Soubiran, Giselle; Coste, Jean-Claude (1983). <Psicomotricità e rilassamento psicosomatico>. Rome: Armando.
- Soubiran G.B. et Coste J.C. (1989). Psicomotricidad y relajación psicosomatica. Madrid: Garcia Nuňez.
- Soubiran, Giselle; Mazo, Paul (1991). <Disadattamento scolastico e terapia psicomotoria> (Franco Boscaini, trad.). Vérone: Libreria Universitaria Editrice.